# 瓦什克烏
瓦什克烏是羅馬尼亞的城市，位於該國西部，距離奧拉迪亞75公里，由比霍爾縣負責管轄，始建1552年，面積65平方公里，海拔高度295米，2007年人口2,768，居民主要信奉東正教。